# Cacostatia umbraticola
Cacostatia umbraticola är en fjärilsart som beskrevs av Klages 1906. Cacostatia umbraticola ingår i släktet Cacostatia och familjen björnspinnare. Inga underarter finns listade i Catalogue of Life.